# Ducado de Glogovia
El Ducado de Glogovia (en polaco: Księstwo głogowskie, checo: Hlohovské knížectví, en alemán: Herzogtum Glogau) fue uno de los ducados de Silesia gobernados por los Piastas de Silesia. Su capital fue Glogovia en la Baja Silesia.

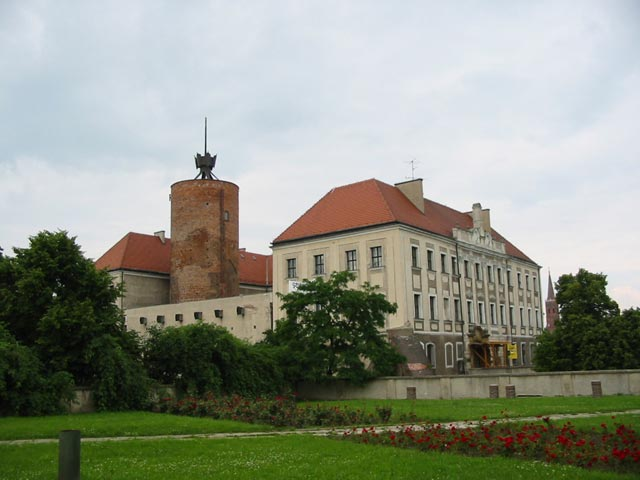
Castillo de Glogovia

En 1177, bajo el dominio de Conrado, el hijo menor del Alto Duque Vladislao II el Desterrado de Polonia, la ciudad de Glogovia se había convertido en capital de un ducado con derecho propio. Sin embargo, cuando Conrado muere (entre 1180 y 1190), su ducado pasa a ser heredado por su hermano mayor Boleslao I el Alto, Duque de Breslavia. Tras la muerte del nieto de Boleslao, el duque Enrique II el Pío en la Batalla de Legnica en 1241, sus hijos dividieron el condado bajosilesio de Breslavia entre ellos en 1248. Conrado I, que era un niño cuando murió su padre, reivindicó sus derechos y en 1251 recibió el norte de Glogovia de su hermano Boleslao II el Calvo, que era entonces duque de Legnica.
Bajo el dominio del hijo de Conrado Enrique III el principado redujo su tamaño y la fragmentación y división continuó. Se crearon ducados menores que se separaron del de Glogovia, como el de Ścinawa y el de Żagań en 1273, así como los ducados de Oleśnica y Wołów en 1312. Tras la muerte del hijo de Enrique, Przemko II de Glogovia, que falleció en 1331 sin dejar herederos, el rey Juan el Ciego pudo tomar el ducado como feudo del Reino de Bohemia y otorgárselo al Piasta Duque Enrique I de Jawor (Jauer) seis años después. Como Enrique I no tenía descendencia, el hijo del rey Juan, Carlos IV incorporó la mitad de Glogovia a Bohemia, y la otra mitad se la dio al Duque Enrique V de Hierro (Żelazny) de Żagań en 1349.
En 1476 el linaje de Glogovia de la dinastía Piasta se extingue con la muerte de Enrique XI, y surgen disputas entre su primo el Duque Juan II el Loco de Żagań y el Elector Alberto III de Brandeburgo, padre de la viuda de Enrique: Bárbara de Hohenzollern. En consecuencia la parte septentrional del ducado en Krosno Odrzańskie se incorporó al Margraviato de Brandeburgo en 1482. La tregua desgastó al Duque Juan II, que continuó sus ataques a los territorios vecinos y que en 1480 llegó a invadir la mitad bohemia del ducado de Glogovia. Esta acción finalmente hizo que entrara en escena el pretendiente bohemio Matías Corvino que en 1488 conquistó Glogovia, depuso a Juan II y convirtió a su hijo Juan Corvino en duque. 
Tras la muerte de Matías en 1490 Ladislao II de Hungría y de Bohemia, otorgó el feudo de Glogovia a sus hermanos Juan I Alberto de Polonia en 1491 y Segismundo I el Viejo en 1499, ambos futuros reyes de Polonia. En 1506 el ducado se incorporó definitivamente a las Tierras de la Corona de Bohemia. Después de que el hijo de Ladiaslao, Luis II de Hungría y Bohemia, muriera en 1526, estas fueron heredadas por el Archiduque Fernando I de Austria y pasaron a formar parte de la Monarquía Habsburgo.
Glogovia se convirtió en parte de la Corona de Bohemia dentro de la provincia de Silesia hasta el final de la primera guerra de Silesia en 1742 cuando junto a la mayor parte de Silesia, pasó a ser parte del reino de Prusia bajo el reinado de Federico el Grande. Los territorios integraron la provincia prusiana de Silesia, al este de la línea Oder-Neisse, y después pasaron a la República de Polonia tras la Segunda Guerra Mundial.

## Duques de Glogovia
- 1177 - 1180-90: Conrado I

De nuevo parte del Ducado de Breslavia y desde 1248 parte del de Legnica
- 1251 (1241?)-1274: Conrado I
- 1274-1309: Enrique III, hijo
- 1309-1331: Przemko II, hijo

Ducado vasallo de la Corona de Bohemia
- 1337-1346 Enrique I de Jawor

Anexionado por Bohemia, la mitad por Żagań en 1349, gobernado por:
- 1349-1369: Enrique V el de Hierro, Duque de Glogovia y Żagań
- 1369-1393: Enrique VI el Viejo, hijo, conjuntamente con sus hermanos
  - 1369-1395: Enrique VII Rumpold
  - 1369-1378: Enrique VIII el Gorrión
- 1395-1397: Enrique VIII el Gorrión (en solitario)
- 1397-1401: Ruperto I de Legnica, regente por
- 1397-1412: Juan I de Żagań, hijo de Enrique VIII, junto con sus hermanos
  - 1397-1467: Enrique IX el Viejo
  - 1397-1417: Wenceslao de Krosno
  - 1397-1423: Enrique X Rumpold
- 1467-1476: Enrique XI, hijo de Enrique IX

Linaje extinguido, todo el ducado bajo el control directo de la Corona de Bohemia 
- 1476-1488 Juan II el Loco de Żagań

1482: Parte septentrional vendida al Electorado de Brandeburgo
- 1488-1490: Juan Corvino como Duque Juan II de Glogovia
  - 1491-1496: Juan I Alberto de Polonia
  - 1499-1506: Segismundo I el Viejo